# Platycleis tripolitana
Platycleis tripolitana är en insektsart som beskrevs av Fontana och Massa 2009. Platycleis tripolitana ingår i släktet Platycleis och familjen vårtbitare. Inga underarter finns listade i Catalogue of Life.